# 陶苏格语
陶苏格语是菲律宾的一种地区语言，主要在苏禄群岛、沙巴东部使用，另外在三宝颜和印度尼西亚的北加里曼丹省亦有使用。